# Gish Bar Patera

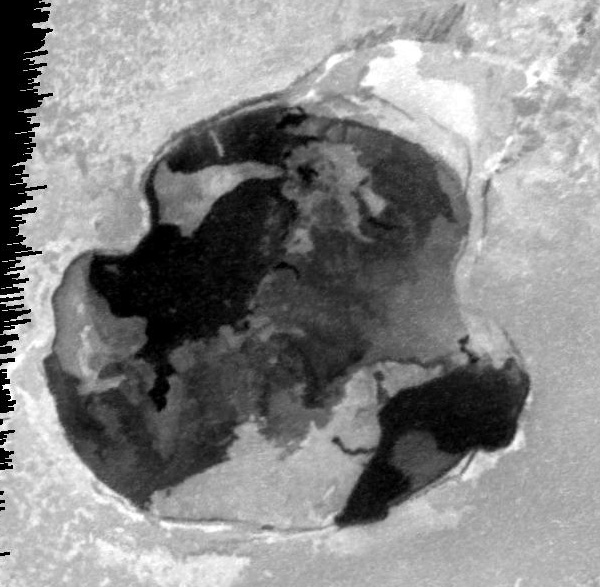
Detailní pohled na komplex kráterů známých jako Gish Bar Patera

Gish Bar Patera je patera neboli komplex kráterů s vroubkovanými hranami na Jupiterově měsíci Io. Průměr oblasti se pohybuje od 106 do 115 kilometrů, plocha oblasti je 9600 kilometrů čtverečních. Nachází se na pozici 16,18 stupně severní šířky a 90,26 stupně západní délky. Jméno, které bylo v roce 1997 schváleno Mezinárodní astronomickou unií, pochází od babylonského boha Slunce Gish Bara. Oblast se nachází na jižním úpatí 11 kilometrů vysoké hory Gish Bar Mons. Na severovýchod se nachází Skythia Mons, na východ Monan Mons, na sever Monan Patera a na jih Ah Peku Patera. 
Sopečnou činnost v oblasti Gish Bar Patera zjistila sonda Galileo. Roku 2001 byla detekována nová erupce v blízkém infračerveném záření. Západní část patery je většinově zelená s několika světlými body, zatímco východní část je většinou oranžová. Vulkanicky aktivní severozápadní patery má skvrnitý povrch z několika erupcí. Lávové proudy, které z patery vytékají, jsou nejspíše složené z křemičitanové lávy. 